# ویسکی مخلوط

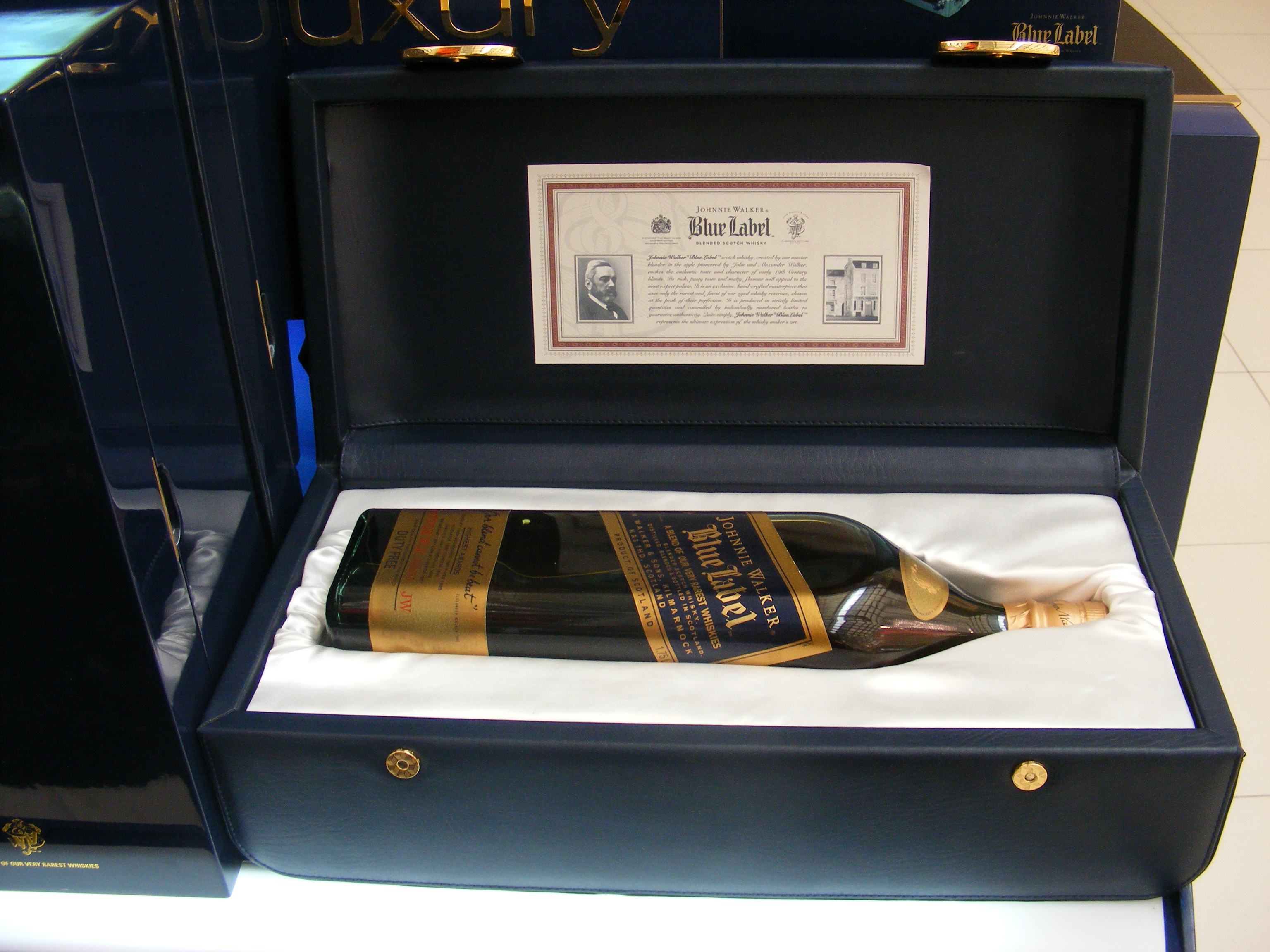
یک بطری ویسکی مخلوط اسکاتلندی

یک بطری ویسکی مخلوط آمریکایی

ویسکی مخلوط (به انگلیسی: Blended whiskey) نوعی ویسکی است که از مخلوط کردن انواع متفاوت ویسکی‌های دیگر حاصل از یک نوع غلات درست میشود. معمولاً این ویسکی در کشورهای اسکاتلند، انگلستان، ایرلند، ولز، آمریکا و کانادا درست می‌شود.